# ميرسير ديفيز
ميرسير ديفيز (بالإنجليزية: Mercer Davies)‏ هو منافس ألعاب قوى جنوب أفريقي، ولد في 10 ديسمبر 1924 في إيست لندن في جنوب أفريقيا، وتوفي في 26 يناير 1997.

## وصلات خارجية
- ميرسير ديفيز على موقع أوليمبيديا (الإنجليزية)